# د.كيف
د.كيف هي إحدى الشركات الدولية الرائدة في صناعة القهوة والمقاهي في السعودية. تأسس أول فرع مستقل لمقاهي د.كيف في الرياض وكان على شكل «كشك».

## تاريخ
شهدت فعاليات ملتقى شباب الأعمال 2007 بفندق الفور سيزونز في برج المملكة بمدينة الرياض مؤخرا ورقة عمل قدمها يوسف سليمان الراجحي بعنوان «طريقة د.كيف... قصة النجاح خلف العلامة التجارية» بحضور حشد كبير من رجال الأعمال وجمهور كبير من المهتمين.
سرد الراجحي مؤسس ورئيس «د.كيف» أمام أكثر من 1500 من الرجال والنساء المشاركين في أعمال الملتقى الذي أقيم برعاية صاحب السمو الملكي الأمير سلمان بن عبد العزيز أمير منطقة الرياض آنذاك قصة «د.كيف» كنموذج لتجربة شباب الوطن في صنع نجاح من الفكر والعلم والتصميم، وتناول الراجحي بشفافية أيام «د.كيف» الأولى وتاريخ القهوة التي غادرت معقلها في شبه الجزيرة العربية لتجوب العالم بأسره وتعود ثانية في علب وأكواب ونكهات متنوعة كما تحدث عن الفكرة التي تبناها من وراء تأسيس كيان لشركة عالمية كبرى يبدأ من المملكة ليعيد إلى الأذهان رحلة القهوة الأولى بأسلوب متطور وحضاري ينقل مع القهوة الثقافة العربية والقيم السامية لتمتزج مع مذاق القهوة الأصيل وتغني تجربة عشاق القهوة حول العالم بمزيد من المتعة والفائدة والأسلوب الفريد.
ويتضح من رواية الراجحي أن نجاح «د.كيف» وعلو شأن العلامة كانت وراءه رؤية واضحة من البداية وتنفيذ عبر أنظمة محددة وتسخير للعلم والتكنولوجيا على امتداد جميع المراحل دون مساومة أو تباطؤ في ركائز وأساسيات العمل والتجارة. وتابع الجمهور بشغف فقرات المحاضرة التي كشفت عن الخطط المستقبلية في افتتاح فروع خارج المملكة قريباً وخطة التوسع الطموحة التي ستصل بعدد فروع « د.كيف» إلى 32,399 فرعا قبل العام 2030.
وبعد انتهاء المحاضرة تم فتح النقاش مع الجمهور حيث تضمنت الأسئلة الاستفسارات الفنية عن القهوة، مسيرة النجاح في «د.كيف»، المنافسة في السوق السعودية والعالمية حيث أجاب الراجحي على الأسئلة وقدم معلومات غنية للمهتمين نالت الإعجاب والقبول طالب بعدها الجمهور واللجنة المنظمة المحاضر بالمزيد من المشاركة في ندوات وملتقيات مقبلة في مناسبات ومناطق أخرى في أنحاء المملكة يذكر أن « د.كيف» مؤسسة سعودية وطنية تأسست في العام 1997 بفرعها الأول عندما أنهى الراجحي للتو دراسته في جامعة البترول وقرر أن يشق طريقه في تجارة القهوة التي طالما عشقها وأخذ على عاتقه المضي في منافسة كبريات الأسماء العالمية في هذا المجال.